# Синоптическая карта
Синоптическая карта — географическая карта, на которую цифрами и символами нанесены результаты наблюдений на сети метеорологических станций в определённые моменты времени. Такие карты регулярно составляются в службе погоды по нескольку раз в день; их анализ является основной операцией, дающей возможность для последующего прогноза погоды.
Синоптическая карта может охватывать территорию от полушария или всего земного шара до небольшого района; соответственно варьируют масштабы карт (от 1:30 млн до 1:2,5 млн.). Проекции для синоптических карт применяются, как правило, конформные, конические, меркаторские и стереографические. На бланках синоптических карт наносятся распределение суши и моря и важнейшие особенности орографии; бланк обычно печатается в два тона (зелено-голубой и песочный), реже — в один
По содержанию синоптические карты делятся на приземные, высотные, вспомогательные.
Условные обозначения:
- 1 — изобары на уровне моря,
- 2 — положение полярного фронта на изобарических поверхностях 700 и 500 мб,
- линии с орнаментом — фронты на земной поверхности,
- H1 — центральный циклон,
- Β1 — субтропический антициклон,
- В2 — заключительный антициклон.

## Приземная карта погоды
Приземная карта погоды составляется каждые 3 часа по данным наблюдений метеостанций.
На карту наносятся обозначения метеорологических элементов в международном синоптическом коде КН-01.

### Кольцевая карта погоды
Кольцевая карта погоды — это приземная карта погоды определённого «кольца» (сети метеостанций, привязанных к одному метеоцентру).

## Высотная карта погоды
Аэрологическая или высотная карта погоды характеризует распределение температуры, давления, ветра и влажности на высотах.